# خلیج گلوستون
خلیج گلوستون (انگلیسی: Galveston Bay) هفتمین پای‌رود در ایالات متحده که در ساحل ایالت تگزاس قرار گرفته است